# Ronnie Scott’s Jazz Club

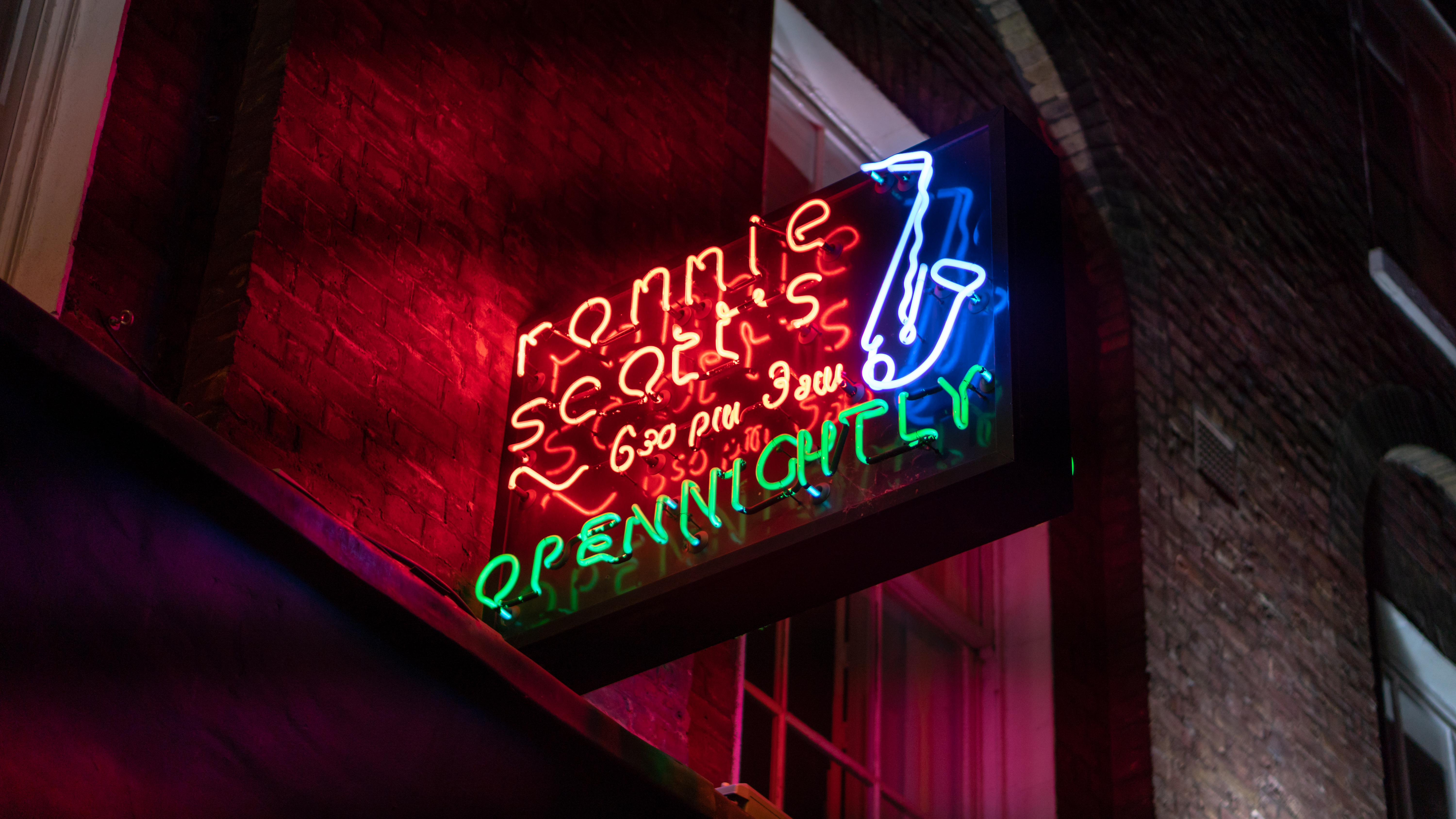

Ronnie Scott’s Jazz Club (с англ. — «Джаз-клуб Ронни Скотта») — джазовый клуб, расположенный в лондонском квартале Сохо и работающий с 1959 года.

## История
Клуб открылся 30 октября 1959 года в подвальном помещении на Джеррард-стрит, 39 в Сохо. Он был создан и управлялся музыкантами Ронни Скоттом и Питом Кингом. В 1965 году он переехал в более крупное заведение неподалеку, на Фрит-стрит, 47. Первоначальное заведение продолжало функционировать как «Старое место», пока в 1967 году не истек срок аренды, и использовалось для выступлений подающего надежды поколения музыкантов.
Зут Симс был первым трансатлантическим гастролёром клуба в 1962 году, и его сменили многие другие (часто саксофонисты, которыми Скотт и Кинг, сами тенор-саксофонисты, восхищались, такие как Джонни Гриффин, Ли Кониц, Сонни Роллинз и Сонни Ститт) в последующие годы. Также регулярно выступали многие британские джазовые музыканты, в том числе Табби Хейс и Дик Моррисси, которые оба приходили на джем-сейшены с приглашёнными звездами. В середине 1960-х Эрнест Ранглин был штатным гитаристом. Штатным пианистом клуба до 1967 года был Стэн Трейси. Почти 30 лет клуб был домом рождественской резиденции для «Feetwarmers» Джорджа Мелли и Джона Чилтона. В 1978 году владельцы клуба основали лейбл Ronnie Scott’s Jazz House, который выпускал как концертные выступления из клуба, так и новые записи.
Скотт регулярно выступал в качестве церемониймейстера клуба и был известен своим репертуаром шуток, отступлений и острот. После смерти Скотта в 1996 году Кинг продолжал управлять клубом ещё девять лет, прежде чем продать клуб театральному импресарио Салли Грин и филантропу Майклу Уотту в июне 2005 года.
В 2009 году джаз-клуб Ронни Скотта был назван Джазовым фестивалем в Бреконе одним из 12 заведений, внесших наиболее важный вклад в развитие джаза в Соединённом Королевстве, и занял третье место в голосовании за первую награду.
Последнее публичное выступление Джими Хендрикса было в Ronnie Scott’s в 1970 году.